# Аеродром Волгоград
Међународни аеродром Волгоград (рус.:  Международный Аэропорт Волгоград, енг.: Volgograd International Airport)  (IATA: VOG, ICAO: URWW) је аеродром града Волгограда у Русији.
Званично име аеродрома је „Волгоград (Гумрак)“, док Аеродром Волгоград је у ствари колоквијални назив. 

## Положај
Аеродром је се налази у насељу Гумрак, 15 км северозападно од Волгограда, некадашњег Стаљинграда, у Волгоградској области.

## Историја

### Почеци
20-тих година 20. века је основан војни  аеродром Гумрак, који је 1952. године почео да ради и као цивилни.

### Стаљинградска битка
До Стаљинградске битке , на аеродрому је била стационирана војна ваздухопловна школа. Почетком битке, школа је  пребачена у Казахстан.
Током битке за Стаљинград 1942-43, пада у руке Вермахта и  немачка 6. армија користи а као складиште горива и за снабдевања (заједно са аеродромом Питомник)  Након пада Питомника 17. јануара 1943, Гумрак је био једини од седам аеродрома око Стаљинграда који је још увек био у немачким рукама.  22. јануара последњи авион Хе 111 напустио је аеродром са 19 рањених војника, што је био и последњи лет Луфтвафеа из Стаљинграда. Гумрак је 23. јануара заузела совјетска  293. стрељачка дивизија, оставивши немачку 6. армију без икаквих средстава за директну подршку. После битке за Москву, школа је враћена у Стаљинград. У мају 1946. године школа је премештена у Новосибирску област у град Об.

### Послератни период
1968. године Ту-124 се срушио на полетању Аерофлотовог лета 3153, усмртивши једног путника.
До 2010. године, Волгоград је био матична лука авиокомпаније Волга-Авиаекспрес, која је вршила превоз путника, поште и терета на домаћим и међународним летовима. 
Како је, 2018. године,  Волгоград  био домаћин утакмица Светског купа, у августу 2014. године је покренута  обимна реконструкција аеродрома и аеродромског комплекса. Започета је  градња нове писте  која би могла да прими тешке авионе Боинг 767-300. Нова писта је, такође,  опремљена модерном радиотехничком, светлосном сигнализацијом и метеоролошком опремом ICAO категорије  III која омогућава аеродрому да ради у готово свим временским условима.
У августу 2016. завршена је прва фаза реконструкције - отворен је терминал С за међународни саобраћај.
Дана 8. маја 2018. отворен је С2 терминал за летове домаћих авио-компанија, капацитета 720 људи / сат (до 7 милиона путника годишње). 
Дана 12. маја 2018. године на аеродрому је отворена и железничка станица.

## Приступ аеродрому
До њега се може доћи аутомобилом, таксијем, аутобусом и возом. Аутобуска линија бр. 6  вози до центра града, а у склопу аеродрома је и железничка станица.

## Авио-компаније и дестинације
| Airlines          | Destinations                                          |
| ----------------- | ----------------------------------------------------- |
| Азимут            | Ростов на Дону                                        |
| Аерофлот          | Москва (Шереметьево), Сочи                            |
| Нордавиа          | сезонски: Симферопољ                                  |
| Победа            | Москва (Внуково), Санкт-Петербург                     |
| S7 Airlines       | Москва (Домодедово)                                   |
| Utair             | Самара, Сочи, Астрахан                                |
| Ellinair          | чартер летови: Солун, Ираклион                        |
| Nordwind Airlines | сезонски: Симферопољ                                  |
| Pegasus Airlines  | Истанбул                                              |
| Pegas Fly         | Москва (Шереметьево), Пукет                           |
| Ural Airlines     | Јереван                                               |
| UVT Aero          | Казањ, Калињинград, Нови Уренгој , Сургут , Чељабинск |